# آتونوی
آتونوی (انگلیسی: AutoNavi) شرکت نقشه‌برداری چینی است، که در سال ۲۰۰۱ تأسیس شد.